# Perfume of Love
Singles de Globe
Sweet Heart
(1998) Miss Your Body
(1999)
Perfume of Love (titré : Perfume of love) est le 16e single du groupe Globe.

## Présentation
Le single, coécrit, composé et produit par Tetsuya Komuro, sort le 7 octobre 1998 au Japon sur le label Avex Globe de la compagnie Avex, au format mini-CD single de 8 cm de diamètre (alors la norme pour les singles dans ce pays), une semaine seulement après le précédent single du groupe, Sweet Heart.
C'est le dernier d'une série de quatre singles qui sortent en l'espace d'un mois dans le cadre d'une opération intitulée Brand New Globe 4 Singles (il sera en fait suivi d'un cinquième single spécial en distribution limitée, Winter Comes Around Again, qui sera envoyé exclusivement aux acheteurs des quatre disques de la série grâce aux coupons d'achat figurant à l'intérieur de chacun d'eux). Il atteint la deuxième place du classement des ventes de l'Oricon, et reste classé pendant quatorze semaines. Il se vend à plus de 400 000 exemplaires, ce qui en fait le deuxième single le plus vendu de la série de quatre, bien que les trois précédents se soient classés numéro un. 
La chanson-titre du single a été utilisée comme générique du drama P.A. Private Actress de la chaine Nippon Television ; sa version instrumentale figure aussi sur le single, ainsi qu'une version remixée ("Aromatic mix"). Son clip vidéo fait partie d'une série de clips du groupe inspirés de cauchemars.
La chanson figurera dans une version remaniée ("album version") sur le quatrième album du groupe, Relation, qui sortira deux mois plus tard, ainsi que par la suite sur ses compilations Cruise Record de 1999, Globe Decade de 2005, Complete Best Vol.2 de 2007, et 15 Years -Best Hit Selection- de 2010. Elle sera aussi remixée sur ses albums de remix First Reproducts de 1999 et House of Globe de 2011.

## Liste des titres
Les chansons sont écrites, composées et arrangées par Tetsuya Komuro, et sont coécrites par Marc et mixées par Eddie DeLena.
| CD    | CD                                                   | CD                    | CD    | CD | CD | CD | CD | CD | CD |
| No    | Titre                                                | Description           | Durée |    |    |    |    |    |    |
| ----- | ---------------------------------------------------- | --------------------- | ----- | -- | -- | -- | -- | -- | -- |
| 1.    | Perfume of Love (Straight Run) (Perfume of love ...) | Version originale     | 6:26  |    |    |    |    |    |    |
| 2.    | Perfume of Love (Aromatic Mix) (Perfume of love ...) | Version remixée       | 7:28  |    |    |    |    |    |    |
| 3.    | Perfume of Love (TV Mix) (Perfume of love ...)       | Version instrumentale | 6:26  |    |    |    |    |    |    |
| 20:20 |                                                      |                       |       |    |    |    |    |    |    |